# 8-я армия (Италия)
8-я армия (итал. 8 Armata, также известная как 8-я итальянская армия, Итальянская армия в России, итал. Armata Italiana in Russia, ARMIR, с 1 апреля 1942 года — «Экспедиционный итальянский корпус в России», итал. Corpo di Spedizione Italiano in Russia, CSIR) — итальянская армия, принимавшая участие во Второй мировой войне. 
Армия участвовала в боях, сражениях на территории Союза ССР и была разгромлена в ходе Сталинградской битвы.

## 1-е формирование
8-я армия была сформирована 25 января 1940 года, просуществовала 9 месяцев и была расформирована 31 октября 1940 года.

## 2-е формирование

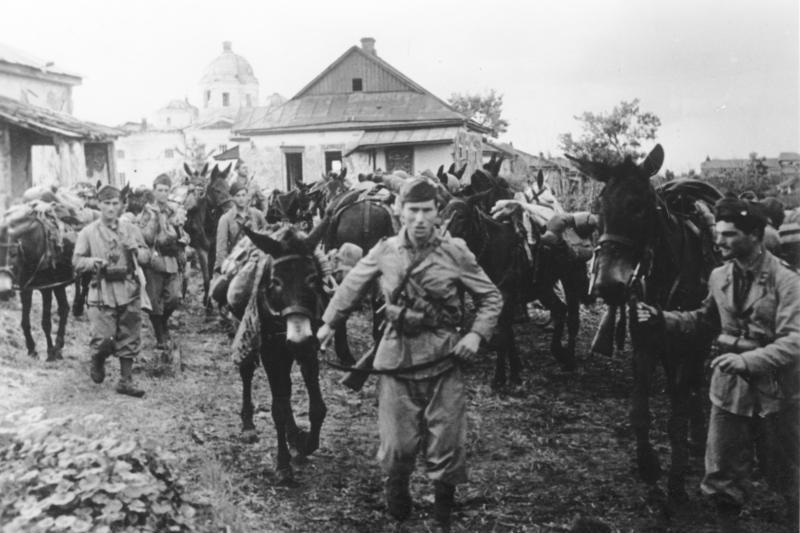
Итальянцы в России, июль 1942 года.

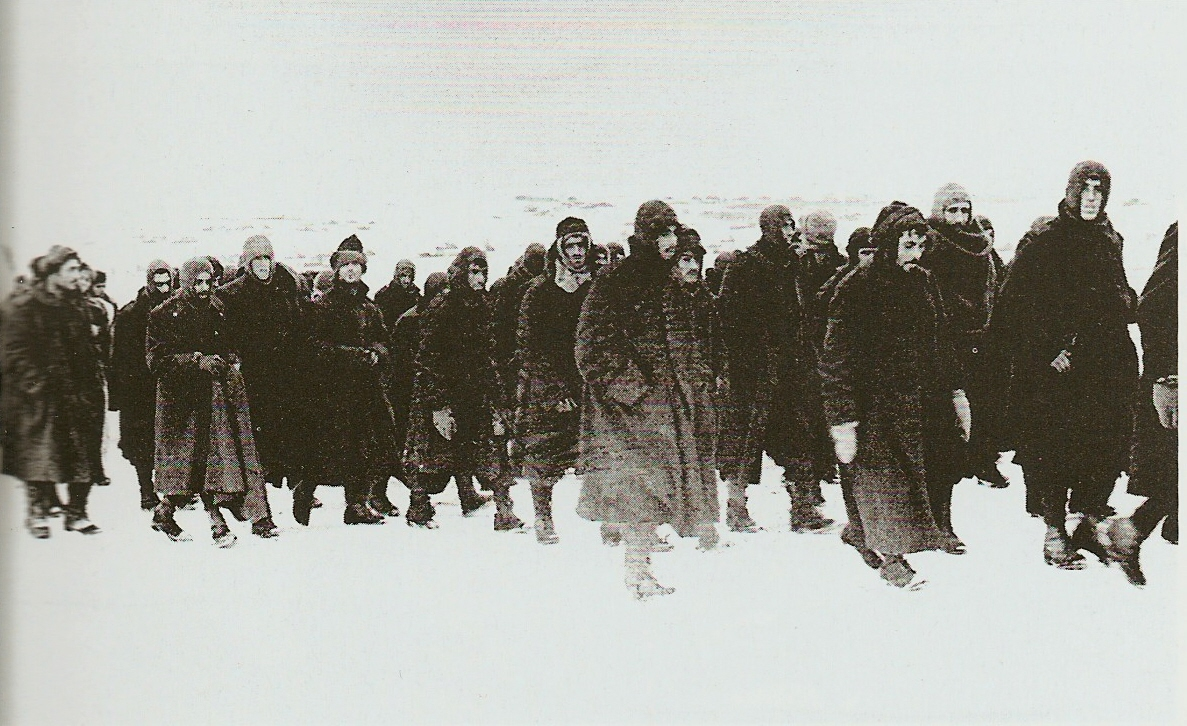
Колонна итальянских военнопленных, 1943.

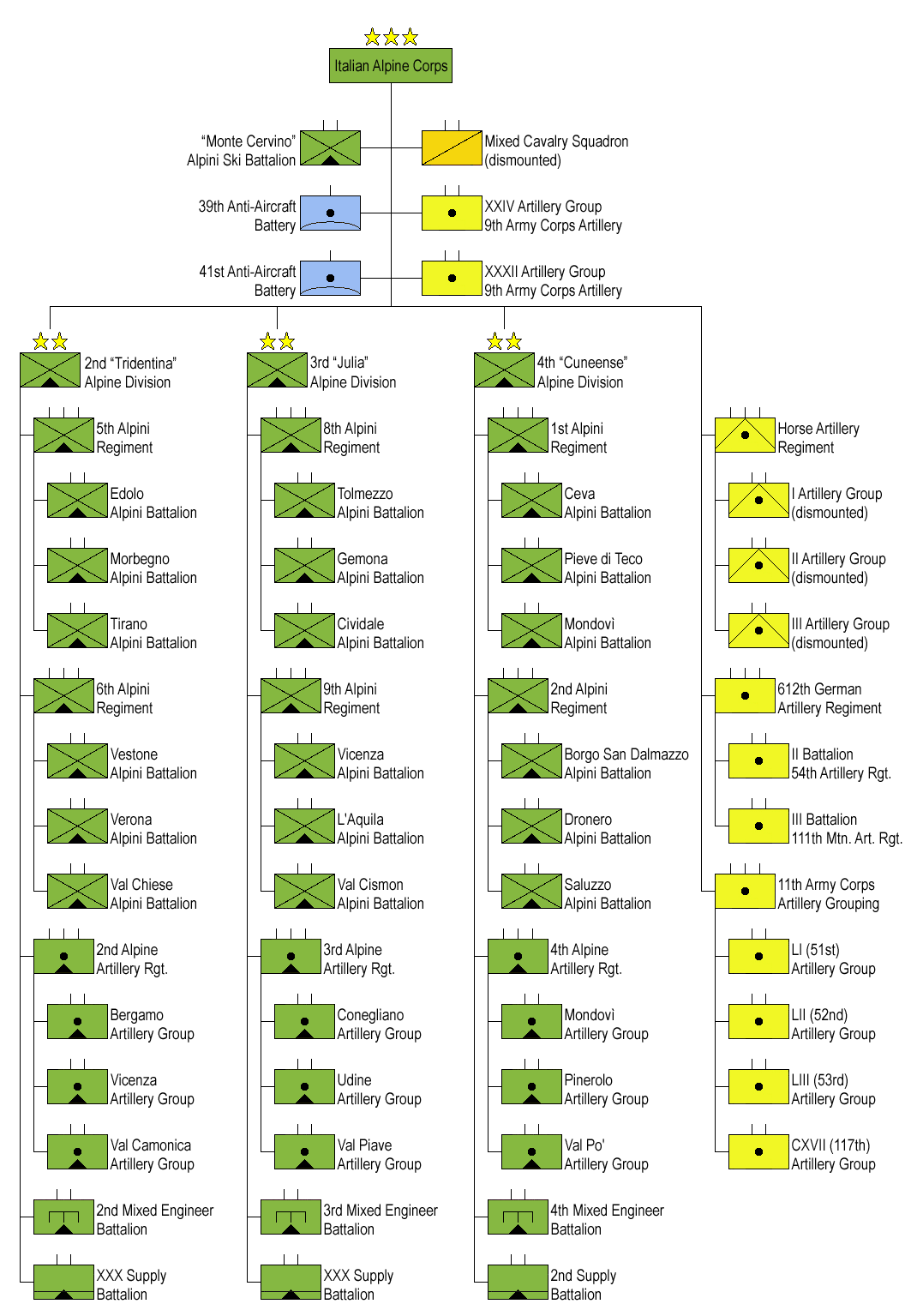
Структура «Экспедиционного итальянского корпуса в России» (итал. Corpo di Spedizione Italiano in Russia, CSIR), американские условные знаки

Военная кампания итальянских вооружённых сил в СССР в 1941—1943 годах началась после нападения Германии на СССР 22 июня 1941 года. 30 июня 1941 года Гитлер разрешил дуче послать в «крестовый поход» против большевиков итальянский корпус и истребительную авиацию. Для участия в боевых действий на Восточном фронте, дуче Бенито Муссолини отдал приказ о подготовке и отправке воинского контингента. Об этом он объявил 5 июля 1941 года на заседании Совета министров.
Первоначально формирование, направленное в СССР, называлось «Экспедиционный итальянский корпус в России» (итал. Corpo di Spedizione Italiano in Russia, CSIR) и состояло из трех дивизий (двух моторизованных — «Пасубио» и «Торино», кавалерийской «Челере»). Первоначальная численность экспедиционного корпуса составляла около 62 000 человек, им командовал генерал Джованни Мессе. Первые бои с отходящими формированиями РККА произошли в междуречье Буга и Днестра в августе 1941 года. На этом этапе войны итальянские войска действовали вполне успешно, взяв несколько населённых пунктов и городов и произведя благоприятное впечатление на своих немецких союзников. Наиболее примечательной ранней победой экспедиционного корпуса был бой за населенный пункт Петриковка в сентябре 1941 года, в ходе которого итальянцы окружили значительные силы РККА и захватили свыше 10 000 пленных, а также большое количество оружия и лошадей. 20 октября экспедиционный корпус, действуя совместно с горно-стрелковыми частями Вермахта и столкнувшись с сильным сопротивлением противника, все же захватил крупный промышленный центр Сталино (ныне Донецк). 2 ноября одна из моторизованных дивизий корпуса захватила близлежащий город Горловка. Корпус не участвовал в осаде Одессы, но был вовлечён в действия по оккупации её окрестностей после оставления Одессы 16 октября 1941 года. С наступлением зимы войска корпуса были заняты усилением контроля над своей зоной оккупации и подготовкой оборонительных позиций.
В последнюю неделю декабря части РККА нанесли очень сильный удар по позициям кавалерийской дивизии корпуса, которая смогла продержаться до подхода частей Первой танковой армии Вермахта, впоследствии отбивших это наступление РККА. В Италии это «Рождественское сражение» преподносилось, как великая победа, хотя без поддержки немцев дивизия, скорее всего, была бы уничтожена. К концу зимы 1941-42 годов потери корпуса составили 8 700 человек. С июля 1942 года после пополнения и переформирования, итальянский экспедиционный корпус в России сменил название на «8-ю итальянскую армию» (она же «Итальянская армия в России», итал. Armata Italiana in Russia, ARMIR).
Считается, что вновь 8-я армия сформирована 1 апреля 1942 года, с целью отправки на Восточный фронт. В начале мая 1942 года части и соединения 8-й армии прибыли на фронт, где в её состав включён действовавший с 1941 года Экспедиционный итальянский корпус в России (CSIR).
К июлю 1942 года армия вышла на рубеж, проходящий по правому берегу Дона. В августе, части и подразделения 3-й пехотной дивизии ликвидировали плацдарм советских войск у населённого пункта Серафимович. В этом же месяце с поддержкой немецких танков они отбили хорошо организованную атаку советских войск.
К концу осени 1942 года ARMIR размещена на левом фланге немецкой 6-й армии, между венгерскими и румынскими войсками. Протяжённость итальянского участка составила свыше 250 км. Рубеж проходил по берегу реки Дон, начиная с позиций 2-й венгерской армии и до позиций 3-й румынской армии в Вёшенской. На своём участке итальянцы создали слабую оборону: не выкопаны траншеи, не созданы эффективные оборонительные позиции. Центр итальянского участка занимали дивизии: 298-я немецкая, «Пасубио», «Торино», «Им. принца Амедео, герцога д’Аоста» и «Сфорцеска»; правый фланг обороняли: «Равенна» и «Коссерия», на левом фланге итальянской армии находился Альпийский корпус — дивизии «Юлия», «Кунеэнзе» и «Тридентина».
В декабре 1942 года в ходе Среднедонской операции советского Юго-Западного фронта 8-я армия вела ожесточёные бои, но к 24 декабря была практически полностью разгромлена в районе Алексеево-Лозовский — Верхнечирская. Остатки армии вынуждены отступить вместе с немецкими и румынскими войсками. В апреле 1943 года уцелевшие солдаты возвращены в Италию для отдыха и переформирования. Однако в связи с капитуляцией Италии 8 сентября, армия так и не была сформирована вновь.
Всего, около 130 000 итальянцев было окружено в ходе наступления советских войск под Сталинградом. Около 20 800 солдат погибло в боях, 64 000 захвачено в плен (в другом источнике до 48 000 человек) и 45 000 итальянцев повезло уйти (в другом источнике осталось только 55 000 человек, в альпийском корпусе).
В 1943 году, после свержения Муссолини, новое итальянское правительство объявило войну Германии. Немецкие части, расположенные во Львове, были подняты по тревоге, окружили казармы своих бывших союзников, обезоружили их, а затем в течение нескольких дней расстреляли около 2 тысяч итальянцев. Расстрелы производились на Цитадели и в Яновском лагере. В немецком плену, включая концлагеря, оказалось вдвое больше итальянцев, чем в советском и англо-американском.

## Состав
В момент полного формирования в апреле 1942 года насчитывала 335.000 человек в своём составе. Позже численность сокращена, а многие солдаты переведены в Северную Африку, где итальянцы несли катастрофические потери.
Летом 1942 года в СССР прибыло семь новых дивизий (4 пехотные и три альпийских):
- 2-я пехотная дивизия «Сфорцеска»
  - 53-й пехотный полк
  - 54-й пехотный полк
  - 17-й артиллерийский полк
- 3-я пехотная дивизия «Равенна»
  - 37-й пехотный полк
  - 38-й пехотный полк
  - 121-й артиллерийский полк
- 5-я пехотная дивизия «Коссерия»
  - 89-й пехотный полк
  - 90-й пехотный полк
  - 108-й артиллерийский полк
  - 318-й гренадерский полк
- 156-я пехотная дивизия «Виченца»
  - 277-й пехотный полк
  - 278-й пехотный полк
- 2-я альпийская дивизия «Тридентина»
  - 5-й горнострелковый полк
  - 6-й горнострелковый полк
  - 2-й горнострелковый артиллерийский полк
- 3-я альпийская дивизия «Юлия»
  - 8-й горнострелковый полк
  - 9-й горнострелковый полк
  - 3-й горнострелковый артиллерийский полк
- 4-я альпийская дивизия «Кунеэнзе»
  - 1-й горнострелковый полк
  - 2-й горнострелковый полк
  - 4-й горнострелковый артиллерийский полк
- 9-я пехотная дивизия «Пасубио»
  - 79-й пехотный полк
  - 80-й пехотный полк
  - 8-й моторизованный артиллерийский полк
- 52-я пехотная дивизия «Торино»
  - 81-й пехотный полк
  - 82-й пехотный полк
  - 52-й артиллерийский полк
- 3-я кавалерийская дивизия «Им. принца Амедео, герцога д’Аоста»
  - 3-й стрелковый полк
  - 6-й стрелковый полк
  - 120-й артиллерийский полк

и таким образом, количество итальянских дивизий на Восточном фронте увеличилось до десяти.
Кроме итальянских дивизий, в ARMIR были включены:
- немецкие 298-я и 62-я дивизии (позднее направленные в Сталинград);
- Итало-хорватский легион (он же Лёгкая моторизованная бригада)[8];
- три бригады Camicie Nere (итальянские «чёрнорубашечники» — добровольцы).

К ноябрю 1942 года ARMIR насчитывал 235 000 человек (в другом источнике 229 000 человек) в 12-ти дивизиях и четырёх бригадах и была оснащена 988-ю орудиями, 420-ю миномётами так же было 25 000 лошадей, 64 самолёта и 17 000 транспортных средств.

## Потери
Потери итальянских войск в России (CSIR и ARMIR) составили: безвозвратные потери — 92 867 человек, санитарные потери — 87 272 человек, итого общие потери — 180 139 человек. Безвозвратные потери состояли из 43 970 человек убитыми. умершими от ран и болезней, пропавшими без вести, и 48 957 попавшими в плен. За первый год участия итальянских войск в войне на советско-германском фронте (5.09.1941 — 13.08.1942) их потери были относительно невелики: 1 010 убитыми и умершими от ран и болезней, пропавших без вести, 1 127 попавшими в плен и 8 798 санитарные потери. Но с 14.08.1942 по 20.02.1943 их количество стало огромным: 42 900 человек, 47 830 человек и 78 784 человек соответственно.
После фактического уничтожения 8-й итальянской армии немцы вывели её остатки с фронта, но в Италию возвращать не стали. Итальянцев разместили в Польше и на Украине, где активно привлекали к тыловым работам. После переворота в Италии 25 июля 1943 года и падения режима Муссолини итальянцев интернировали и поместили в лагеря для военнопленных. А затем немцы начали массовые убийства итальянских военнопленных, в том числе на территории Польши было уничтожено около 22 600 итальянских солдат и офицеров из бывшей 8-й армии, во Львове — ещё около 10 000 человек.

## Командующие армией
- генерал Адальберто дука ди Бергамо (1940)
- генерал Итало Гарибольди (1942—1943)

## Репатриация военнопленных и осуждение за военные преступления в СССР
Большинство военнопленных 8-й армии было репатриировано в Италию в 1946 году. По состоянию на 1 июля 1947 года в советском плену оставались лишь 28 военнопленных 8-й армии, подозреваемых в военных преступлениях. Остальные итальянские военнопленные были уже репатриированы. В отношении оставшихся 28 итальянцев (3 генерала альпийского корпуса — Баттисти, Пасколини, Риканьо; 11 офицеров и 14 рядовых) Министерство внутренних дел СССР сообщало 14 июля 1947 года:

В отношении 17 итальянцев МВД СССР располагает материалами, изобличающими их в зверствах на территории Советского Союза, на основании которых они были задержаны перед отправкой на родину. Остальные 11 итальянцев, в том числе 3 генерала, 5 офицеров, задержаны как активные фашисты…
В Италии в 1948 году были выборы, в связи с которыми получила распространение тема о «28 заключенных итальянцах, забытых в России». В итоге из 28 итальянских военнопленных дела в отношении 3 генералов и несколько военнослужащих были прекращены в ходе следствия. Около 20 итальянских военнопленных были осуждены по Указу от 19 апреля 1943 года к лагерным срокам. В частности, 27 июля 1948 года военный трибунал Киевской области приговорил к 25 годам капитана Гуидо Музителли (командира отряда снабжения артиллерийской группы Удине третьего альпийского полка артиллерии дивизии «Юлия»), который с конца сентября 1942 года по 11 января 1943 года в качестве командира итальянской зоны села Сергеевка Подгоренского района Воронежской области отнимал у крестьян имущество (скот, продукты и одежду), на допросах жестоко избивал двух женщин, а в ноябре 1942 года приказал повесить колхозника за отказ от работы. По мнению итальянского историка Джорджо Скоттони, изучившего в частности дело Музителли, документы подтверждают «реальность совершенных преступлений и обоснованность обвинительных приговоров».
В 1954 году Музителли стал последним итальянским военнопленным, репатриированным из СССР. В 1990-е годы органы российской прокуратуры внесудебно реабилитировали множество иностранцев, осужденных за военные преступления. Однако в реабилитации Музителли было отказано.
Осужденные советскими трибуналами за военные преступления итальянские военнопленные были встречены властями Италии как жертвы коммунизма, виновные только в антисоветской агитации: правительство Италии даже награждало осужденных офицеров как «героев за свободу». Сам Музителли по возвращении в Италию объяснил свое осуждение политическими мотивами:

…сопротивлялся пропаганде русских, а также итальянских коммунистов, которые были в России. Тольятти, Д’Онофрио, Роботти и другим так называемым комиссарам, которые приходили к нам, чтобы читать лекции о политике… Шутовство! Суд вышел и через минуту вернулся с тремя машинописными страницами. Все уже было подготовлено…

## Память
В Италии вернувшиеся из советского плена были все вызваны в Военную комиссию для проверки: об обстоятельствах пленения и поведении солдата в советских лагерях. В Италии бывшие военнопленные стали публиковать дневники и воспоминания о пребывании в СССР (первым в 1946 году опубликовал дневник о русской кампании «Mai tardi» («Никогда не поздно») лейтенант Нуто Ревелли. Положительный отзыв о пребывании в советском плену мог стоить вернувшемуся военнопленному военной карьеры. Так, после выборов 1948 года в Италии был осужден за клевету на итальянскую армию к разжалованию в рядовые и исключению из рядов армии капитан Джузеппе Ламберти (он командовал батальоном «Монте-Червино») за то, что 5 сентября 1946 года опубликовал в коммунистическом еженедельнике города Кунео текст, в котором осуждал участие итальянских войск в боях на Дону.